# Kuifprachtwever
De kuifprachtwever (Malimbus malimbicus) is een zangvogel uit de familie Ploceidae (wevers en verwanten).

## Verspreiding en leefgebied
De soort telt twee ondersoorten:
- M. m. nigrifrons: van Sierra Leone tot Nigeria.
- M. m. malimbicus: van Kameroen tot Oeganda, Congo-Kinshasa en noordwestelijk Angola.